# Янг, Сора
Со́ра Янг (англ. Sora Jung; 29 января 1968, Сеул, Корея) — южнокорейская актриса.

## Биография
Имя при рождении — Ким Сора (англ. Kim Sora), она родилась 29 января 1968 года в Сеуле, Корея. Актриса имеет корейское происхождение.
Наиболее известна ролью дизайнера интерьеров в шестой серии американского телесериала «Остаться в живых».
С 1999 года Сора замужем за Юнгом Хён-гуком.

## Избранная фильмография
| Год  |   | Русское название | Оригинальное название | Роль      |
| ---- | - | ---------------- | --------------------- | --------- |
| 2004 | с | Остаться в живых | Lost                  | декоратор |